# Ievguénia Rúdneva
Ievguénia Maksímovna Rúdneva, rus: Евге́ния Макси́мовна Ру́днева, coneguda també amb el diminutiu de Jénia Rúdneva, rus: Женя Руднева, (24 de desembre de 1920 - 9 d'abril de 1944) - fou una navegant soviètica del 46è Regiment «Taman» de Guàrdies de Bombarders Nocturns. Morta en combat durant una missió al nord de la ciutat de Kertx, fou guardonada a títol pòstum amb el títol d'Heroïna de la Unió Soviètica.

## Biografia

### Primers anys
Va néixer el 24 de desembre de 1920 a la ciutat de Berdiansk, actualment a l'óblast de Zaporíjia d'Ucraïna, en la família d'un empleat d'oficina. Va completar tres anys com a estudiant a la Facultat de Mecànica i Matemàtiques de la Universitat Estatal de Moscou abans d'octubre de 1941, quan es va oferir com a voluntària per a l'exèrcit soviètic. Es va fer membre del PCUS el 1943.

### Gran Guerra Patriòtica
Després d'unir-se a l'Exèrcit Roig el 1941, Rúdneva es va graduar a l'Escola de Navegació d'Engels, i va entrar en combat el maig de 1942. Va servir com a navegant, amb el rang de tinent, al 46è Regiment «Taman» de Guàrdies de Bombarders Nocturns (2n Front de Belarús).
Va participar en 645 missions de combat nocturnes amb un antic i lent biplà Polikàrpov Po-2, durant les quals va destruir ponts, trens de transport de tropes, tropes i equipament militar de l'enemic. Durant la guerra va volar en missions de bombardeig sobre la Transcaucàsia, el Caucas Nord i el 4t front d'Ucraïna, així com en batalles per les penínsules de Taman i de Kertx.
Va ser abatuda la nit del 9 d'abril de 1944 per foc antiarei, juntament amb la seva pilot Praskóvia Prokófieva, quan volaven en una missió de combat al nord de la ciutat de Kertx. Va ser enterrada al Cementiri Memorial Militar d'aquesta ciutat. El 4 d'agost de 1944 va ser proposada al títol d'Heroïna de la Unió Soviètica, una condecoració que li fou finalment atorgada a títol pòstum.

## Honors i condecoracions
- Heroïna de la Unió Soviètica (26 d'octubre de 1944, a títol pòstum)[3]
- Orde de Lenin (26 d'octubre de 1944, a títol pòstum)[3]
- Orde de la Bandera Roja 27 d'abril de 1943)[4]
- Orde de l'Estrella Roja (9 de setembre de 1942)[5]
- Orde de la Guerra Patriòtica de 1era Classe (25 d'octubre de 1943)[6]

Es van erigir monuments en el seu honor a Moscou, Kertx i l'assentament de Saltikovka (a l'óblast de Moscou). L'asteroide 1907 Rudneva, una escola de Kertx, carrers de Berdiansk, Kertx, Moscou i Saltikovka duen també el seu nom.